# TMPRSS11A
TMPRSS11A (англ. Transmembrane protease, serine 11A) – білок, який кодується однойменним геном, розташованим у людей на 4-й хромосомі. Довжина поліпептидного ланцюга білка становить 421 амінокислот, а молекулярна маса — 47 569.
| 10         |  | 20         |  | 30         |  | 40         |  | 50         |
| ---------- |  | ---------- |  | ---------- |  | ---------- |  | ---------- |
| MMYRTVGFGT |  | RSRNLKPWMI |  | AVLIVLSLTV |  | VAVTIGLLVH |  | FLVFDQKKEY |
| YHGSFKILDP |  | QINNNFGQSN |  | TYQLKDLRET |  | TENLVSQVDE |  | IFIDSAWKKN |
| YIKNQVVRLT |  | PEEDGVKVDV |  | IMVFQFPSTE |  | QRAVREKKIQ |  | SILNQKIRNL |
| RALPINASSV |  | QVNAMSSSTG |  | ELTVQASCGK |  | RVVPLNVNRI |  | ASGVIAPKAA |
| WPWQASLQYD |  | NIHQCGATLI |  | SNTWLVTAAH |  | CFQKYKNPHQ |  | WTVSFGTKIN |
| PPLMKRNVRR |  | FIIHEKYRSA |  | AREYDIAVVQ |  | VSSRVTFSDD |  | IRRICLPEAS |
| ASFQPNLTVH |  | ITGFGALYYG |  | GESQNDLREA |  | RVKIISDDVC |  | KQPQVYGNDI |
| KPGMFCAGYM |  | EGIYDACRGD |  | SGGPLVTRDL |  | KDTWYLIGIV |  | SWGDNCGQKD |
| KPGVYTQVTY |  | YRNWIASKTG |  | I          |  |            |  |            |

A: Аланін

C: Цистеїн

D: Аспарагінова кислота

E: Глутамінова кислота

F: Фенілаланін

G: Гліцин

H: Гістидин

I: Ізолейцин

K: Лізин

L: Лейцин

M: Метіонін

N: Аспарагін

P: Пролін

Q: Глутамін

R: Аргінін

S: Серин

T: Треонін

V: Валін

W: Триптофан

Кодований геном білок за функціями належить до гідролаз, протеаз, серинових протеаз. 
Задіяний у таких біологічних процесах, як клітинний цикл, альтернативний сплайсинг. 
Локалізований у мембрані.